# IC 1479
IC 1479 — галактика типу E-S0 (еліптична спіральна галактика) у сузір'ї Водолій.
Цей об'єкт міститься в оригінальній редакції індексного каталогу.